# اداگالاد
اداگالاد (به انگلیسی: Adagalale) در هند است که در کارناتاکا واقع شده‌است.